# Бернардо Альберто Усай
Берна́рдо Альбе́рто Уса́й (ісп. Bernardo Alberto Houssay, 10 квітня 1887 — 21 вересня 1971) — аргентинський фізіолог, що отримав Нобелівську премію з фізіології і медицини у 1947 році «за відкриття ролі гормонів передньої частки гіпофізу в метаболізмі глюкози». Розділив премію з подружжям Карлом і Герті Корі, які відкрили каталітичне перетворення глікогену. Він є першим аргентинським і латиноамериканським лауреатом Нобелівської премії у науці.

## Біографія
Бернардо Альберто Усай, народжений у Буенос-Айресі, був сином іммігрантів із Франції, Альберта і Клари Усай. Він, не по роках розвинутий підліток, був допущений у фармацевтичну школу при Університеті Буенос-Айреса у віці 14-ти років, а потім на медичний факультет того ж Університету з 1904 по 1910 рік, почав, коли йому було лише 17 років. У той час як Усай був студентом-медиком третій рік, він обіймав посаду науково-дослідного і викладацького асистента кафедри фізіології.